# هاينريش برونز
هاينريش برونز (بالألمانية: Ernst Heinrich Bruns)‏ (و. 1848 – 1912 م) هو رياضياتي، وعالم فلك، وأستاذ جامعي من الإمبراطورية الألمانية. ولد في برلين. كان عضوًا في الأكاديمية الملكية السويدية للعلوم، والأكاديمية الهنغارية للعلوم، والأكاديمية البروسية للعلوم.
توفي في لايبزيغ، عن عمر يناهز 64 عاماً.

## التعليم
تعلم في جامعة هومبولت في برلين.

## مناصب وهيئات
أدار جامعة لايبتزغ.